# 尤英維爾 (新澤西州)
尤英維爾（英語：Ewingville）是位於美國新澤西州默瑟縣的非建制地區。

## 歷史
尤英維爾的郵局於1856年設立，其後於1902年停運。

## 地理
尤英維爾所處的海拔為高於海平面42米（即138英呎），而該地所採用的時區為UTC-5，即北美东部时区（EST）。同時該地設有夏令時間，為UTC-5調快一小時，即UTC-4（EDT）。